# Шапчицы (Могилёвская область)
Ша́пчицы (бел. Шапчыцы) — деревня в составе Мостокского сельсовета Могилёвского района Могилёвской области Республики Беларусь.

## Географическое положение
Ближайшие населённые пункты: Константиновка, Фойно, Агеевка, Сосны.

## История
По купчей крепости от 3 (15) марта 1893 года крестьяне Шапчицкого товарищества Рогачевского уезда в числе 44 домохозяев с помощью крестьянского поземельного банка приобрели в Полыковичской волости Могилевского уезда всего 934+1⁄2 десятин земли (удобной — 895, неудобной — 39+1⁄2, «доходность всей земли в круглых рублях: 3155»). Новопереселенцами на этом месте было образовано поселение Новые Шапчицы.

## Население
- 1999 год — 84 человека
- 2010 год — 52 человека